# リチャード・バーチェット
リチャード・バーチェット（Richard Burchett、1815年1月30日 - 1875年5月27日）はイギリスの画家、美術教師である。後にロイヤル・カレッジ・オブ・アートとなる官立デザイン学校（Government School of Design）の校長を務めた。

## 略歴
イースト・サセックス州のブライトンで生まれた。ロンドンの技術学校（London Mechanics Institute、後のロンドン大学バークベック校）で、学び、1841年ころから官立デザイン学校（Government School of Design）で学んだ。この学校は1837年に設立されたばかりであった。1845年に学生の代表として学校の教育方法について商務庁に抗議をし、この議論は人々に注目され議会調査委員会でも議論された。1846年に学校の"Master of Form"の役職に就いた。1852年に校長の職に就き、亡くなる1875年までこの学校の職員であった。バーチェットが教えた学生にはウィリアム・ハーバット(William Harbutt: 1844-1921)やエリザベス・トンプソン（1846-1933）、ケイト・グリーナウェイ（1846-1901)、ヘレン・アリンガム（1848–1926)、フーベルト・フォン・ヘルコマー（1849-1914）、ジョージ・クラウゼン（1852-1944）らがいる。
自らの創作活動においては、1847年から1873年の間、ロイヤル・アカデミー・オブ・アーツの展覧会に多くの歴史画の大作を出展し、ウェストミンスター宮殿やロンドンのヴィクトリア&アルバート博物館などの装飾画も制作した。
1875年5月27日に病気の静養のため滞在していたダブリンで死去したとする資料もある 。